# U21-VM i beachvolley
U21-VM i beachvolley är en tävling i beachvolley för max 21 år gamla damer och herrar. Tävlingen organiserad av Fédération Internationale de Volleyball (FIVB) och hölls första gången 2001 i Le Lavandou, Frankrike. De övriga världsmästerskapen i beachvolley som FIVB organiserar är U17-VM i beachvolley, U19-VM i beachvolley och U23-VM i beachvolley.

## Resultat per år

### Damer
| År                   | Värd                 | Guld                                                   | Silver                                                 | Brons                                                      | Fyra                                                    |
| 2001 mer information | Le Lavandou          | Shaylyn Bede (BRA) · Maria Clara Salgado (BRA)         | Anna Morozova (RUS) · Anna Bobrova (RUS)               | Katerina Tychnova (CZE) · Marketa Tychnova (CZE)           | Jeaqueline Alvares (MEX) · Norma Perez (MEX)            |
| 2002 mer information | Catania              | Taiana Lima (BRA) · Juliana Silva (BRA)                | Isabelle Forrer (SUI) · Melanie Schonenberger (SUI)    | Maria Clara Salgado (BRA) · Talita Rocha (BRA)             | Vasiliki Arvaniti (GRE) · Efthalia Koutroumanidou (GRE) |
| 2003 mer information | Saint-Quay-Portrieux | Anna Morozova (RUS) · Aleksandra Sjirjajeva (RUS)      | Maria Kleefisch (GER) · Katrin Holtwick (GER)          | Maria Clara Salgado (BRA) · Carolina Solberg Salgado (BRA) | Melanie Schonenberger (SUI) · Tanya Schmocker (SUI)     |
| 2004 mer information | Porto Santo          | Carolina Solberg Salgado (BRA) · Taiana Lima (BRA)     | Marion Castelli (FRA) · Eva Hamzaoui (FRA)             | Sarka Nakladalova (CZE) · Veronika Opravilova (CZE)        | Marleen van Iersel (NED) · Arjanne Stevens (NED)        |
| 2005 mer information | Rio de Janeiro       | Carolina Solberg Salgado (BRA) · Camila Saldanha (BRA) | Ruth Fleming (GER) · Ilka Semmler (GER)                | Stefanie Schwaiger (AUT) · Doris Schwaiger (AUT)           | Nadine Zumkehr (SUI) · Muriel Graessli (SUI)            |
| 2006 mer information | Mysłowice            | Carolina Aragão (BRA) · Bárbara Seixas (BRA)           | Jana Köhler (GER) · Julia Sude (GER)                   | Marleen van Iersel (NED) · Marloes Wesselink (NED)         | Julia Caldas (BRA) · Carolina Solberg Salgado (BRA)     |
| 2007 mer information | Modena               | Liliane Maestrini (BRA) · Bárbara Seixas (BRA)         | Becchara Palmer (AUS) · Alice Rohkamper (AUS)          | Marleen van Iersel (NED) · Marloes Wesselink (NED)         | Elsa Baquerizo (ESP) · Liliana Fernández (ESP)          |
| 2008 mer information | Brighton             | Daniëlle Remmers (NED) · Marleen van Iersel (NED)      | Michelle Stiekema (NED) · Sophie van Gestel (NED)      | Monika Brzostek (POL) · Karolina Sowala (POL)              | Tanja Goricanec (SUI) · Taryn Sciarini (SUI)            |
| 2009 mer information | Blackpool            | Monika Brzostek (POL) · Kinga Kołosińska (POL)         | Daniëlle Remmers (NED) · Michelle Stiekema (NED)       | Irina Chaika (RUS) · Anna Vozakova (RUS)                   | Martina Bonnerová (CZE) · Barbora Hermannová (CZE)      |
| 2010 mer information | Alanya               | Tara Roenicke (USA) · Summer Ross (USA)                | Marta Menegatti (ITA) · Viktoria Orsi Toth (ITA)       | Fabiane Boogaerdt (BRA) · Julia Schmidt (BRA)              | Victoria Bieneck (GER) · Chantal Laboureur (GER)        |
| 2011 mer information | Halifax              | Nina Betschart (SUI) · Joana Heidrich (SUI)            | Victoria Altomare (CAN) · Melissa Humana-Paredes (CAN) | Rimke Braakman (NED) · Sophie van Gestel (NED)             | Renata Bekier (POL) · Daria Paszek (POL)                |
| 2012 mer information | Halifax              | Nina Betschart (SUI) · Anouk Vergé-Dépré (SUI)         | Rebecca Cavalcante (BRA) · Drussyla Costa (BRA)        | Mariafe Artacho (AUS) · Taliqua Clancy (AUS)               | Sara Hughes (USA) · Summer Ross (USA)                   |
| 2013 mer information | Umag                 | Jagoda Gruszczynska (POL) · Katarzyna Kociolek (POL)   | Anika Krebs (GER) · Jelena Wlk (GER)                   | Lena Plesiutschnig (AUT) · Katharina Schützenhöfer (AUT)   | Raquel Brun (ESP) · Paula Soria (ESP)                   |
| 2014 mer information | Larnaca              | Sophie Bukovec (CAN) · Tiadora Miric (CAN)             | Ieva Dumbauskaitė (LIT) · Monika Povilaitytė (LIT)     | Kelly Claes (USA) · Sara Hughes (USA)                      | Nina Betschart (SUI) · Nicole Eiholzer (SUI)            |
| 2016 mer information | Luzern               | Eduarda Santos Lisboa (BRA) · Ana Patrícia Ramos (BRA) | Nadezjda Makroguzova (RUS) · Svetlana Cholomina (RUS)  | Megan McNamara (CAN) · Nicole McNamara (CAN)               | Sarah Sponcil (USA) · Torrey Van Winden (USA)           |
| 2017 mer information | Nanjing              | Eduarda Santos Lisboa (BRA) · Ana Patrícia Ramos (BRA) | Nadezjda Makroguzova (RUS) · Svetlana Cholomina (RUS)  | Milica Mirkovic (USA) · Kathryn Plummer (USA)              | Gaia Traballi (ITA) · Ester Maestroni (ITA)             |
| 2019 mer information | Udon Thani           | Victoria Tosta (BRA) · Vitoria Rodrigues (BRA)         | Maria Voronina (RUS) · Maria Botjarova (RUS)           | Daniela Álvarez (ESP) · María Belén Carro (ESP)            | Svenja Müller (GER) · Sarah Schulz (GER)                |
| 2021 mer information | Phuket               | Anhelina Chmil (UKR) · Tetiana Lazarenko (UKR)         | Daniela Álvarez (ESP) · Sofía González (ESP)           | Menia Bentele (SUI) · Leona Kernen (SUI)                   | Varvara Brailko (LAT) · Anete Namiķe (LAT)              |
| 2023 mer information | Roi Et               | Desy Poiesz (NED) · Brecht Piersma (NED)               | Leona Kernen (SUI) · Annique Niederhauser (SUI)        | Małgorzata Ciężkowska (POL) · Urszula Łunio (POL)          | Yan Xu (CHN) · Zhou Mingli (CHN)                        |

### Herrar
| År                   | Värd                 | Guld                                                 | Silver                                                | Brons                                              | Fyra                                               |
| 2001 mer information | Le Lavandou          | Anselmo Sigoli (BRA) · Pedro Cunha (BRA)             | Raúl Mesa (ESP) · Pablo Herrera (ESP)                 | Aleksej Verbov (RUS) · Anton Kulinovskij (RUS)     | Francesco Tabarini (SMR) · Alfredo Tabarini (SMR)  |
| 2002 mer information | Catania              | Raúl Mesa (ESP) · Pablo Herrera (ESP)                | Pedro Cunha (BRA) · Adriano Fonseca (BRA)             | Matthias Karger (GER) · Maarten Lammens (GER)      | Andreas Gortsianouk (GRE) · Georgios Knapek (GRE)  |
| 2003 mer information | Saint-Quay-Portrieux | Pedro Solberg (BRA) · Pedro Cunha (BRA)              | Daniel Krug (GER) · Mischa Urbatzka (GER)             | Pavel Rotrekl (CZE) · Pavel Kolar (CZE)            | Gregóire Capitaine (FRA) · Damien Quoirin (FRA)    |
| 2004 mer information | Porto Santo          | Inocencio Lario (ESP) · Miguel Ángel de Amo (ESP)    | Toms Šmēdiņš (LAT) · Valters Ramma (LAT)              | Pedro Solberg (BRA) · Moisés Santos (BRA)          | Tom Götz (GER) · Stefan Uhmann (GER)               |
| 2005 mer information | Rio de Janeiro       | Mārtiņš Pļaviņš (LAT) · Aleksandrs Samoilovs (LAT)   | Jackson Henriquez (VEN) · Jesús Villafañe (VEN)       | Sergey Prokopyev (RUS) · Yaroslav Koshkarev (RUS)  | Pedro Solberg (BRA) · Tiago Santos (BRA)           |
| 2006 mer information | Mysłowice            | Pedro Solberg (BRA) · Bruno Oscar Schmidt (BRA)      | Tomasz Scinczak (POL) · Rafal Szternel (POL)          | Piotr Marciniak (POL) · Krzysztof Orman (POL)      | Jānis Šmēdiņš (LAT) · Toms Šmēdiņš (LAT)           |
| 2007 mer information | Modena               | Francesco Giontella (ITA) · Paolo Nicolai (ITA)      | Alejandro Fernández (ESP) · Adrián Gavira (ESP)       | Jonathan Edrmann (GER) · Stefan Windscheif (GER)   | Marco Daalmeijer (NED) · Tim Oude Elferink (NED)   |
| 2008 mer information | Brighton             | Francesco Giontella (ITA) · Paolo Nicolai (ITA)      | Alexander Brouwer (NED) · Christiaan Varenhorst (NED) | Matteo Ingrosso (ITA) · Paolo Ingrosso (ITA)       | Matthias Penk (GER) · Alexander Walkenhorst (GER)  |
| 2009 mer information | Blackpool            | Michal Kadziola (POL) · Jakub Szalankiewicz (POL)    | Vitor Felipe (BRA) · Álvaro Morais Filho (BRA)        | Sergej Kostjuchin (RUS) · Aleksej Pastuchov (RUS)  | Armin Dollinger (GER) · Malte Stiel (GER)          |
| 2010 mer information | Alanya               | Garrett May (CAN) · Sam Schachter (CAN)              | Vitor Felipe (BRA) · Álvaro Morais Filho (BRA)        | Peter Eglseer (AUT) · Felix Koraimann (AUT)        | Andrej Bolgov (RUS) · Ruslan Bykanov (RUS)         |
| 2011 mer information | Halifax              | Serhij Popov (UKR) · Valeryj Samodaj (UKR)           | Piotr Kantor (POL) · Bartosz Łosiak (POL)             | Marcus Carvalhaes (BRA) · Vitor Felipe (BRA)       | Danny Demyanenko (CAN) · Garrett May (CAN)         |
| 2012 mer information | Halifax              | Piotr Kantor (POL) · Bartosz Łosiak (POL)            | Mirco Gerson (SUI) · Gabriel Kissling (SUI)           | Fabian Schmidt (GER) · Dominic Stork (GER)         | Andrej Bolgov (RUS) · Artem Kutjarenko (RUS)       |
| 2013 mer information | Umag                 | Gustavo Carvalhaes (BRA) · Allison Cittadin (BRA)    | Aaron Nusbaum (CAN) · Grant O'Gorman (CAN)            | Maciej Kosiak (POL) · Maciej Rudol (POL)           | Vjatjeslav Kirijenko (RUS) · Dmitrij Urajkin (RUS) |
| 2014 mer information | Larnaca              | Michał Bryl (POL) · Kacper Kujawiak (POL)            | Ilja Lesjukov (RUS) · Aleksander Margijev (RUS)       | Romain Di Giantommaso (FRA) · Maxime Thiercy (FRA) | Hendrik Mol (NOR) · Christian Sørum (NOR)          |
| 2016 mer information | Luzern               | George Wanderley (BRA) · Arthur Lanci (BRA)          | Josué Gaxiola (MEX) · José Luis Rubio (MEX)           | Tigrito Gómez (VEN) · Peter Hernández (VEN)        | Anders Mol (NOR) · Mathias Berntsen (NOR)          |
| 2017 mer information | Nanjing              | Adrielson Silva (BRA) · Renato Carvalho (BRA)        | Aleksandr Kramarenko (RUS) · Vasilij Ivanov (RUS)     | Kristaps Šmits (LAT) · Mihails Samoilovs (LAT)     | Moritz Kindl (AUT) · Marian Klaffinger (AUT)       |
| 2019 mer information | Udon Thani           | Renato Carvalho (BRA) · Rafael Carvalho (BRA)        | Jakob Windisch (ITA) · Alberto Di Silvestre (ITA)     | Miguel Sarabia (MEX) · Raymond Stephens (MEX)      | Vasilij Ivanov (RUS) · Sergej Gorbenko (RUS)       |
| 2021 mer information | Phuket               | David Åhman (SWE) · Jonatan Hellvig (SWE)            | Gianluca Dal Corso (ITA) · Marco Viscovich (ITA)      | Dmitrij Veretiuk (RUS) · Aleksej Archipov (RUS)    | Jakub Šépka (CZE) · Tomáš Semerád (CZE)            |
| 2023 mer information | Roi Et               | Joppe van Langendonck (BEL) · Kyan Vercauteren (BEL) | Timo Hammarberg (AUT) · Tim Berger (AUT)              | Arthur Canet (FRA) · Téo Rotar (FRA)               | Pedro Augusto Sousa (BRA) · Henrique Camboim (BRA) |